# 94356 Naruto
94356 Naruto è un asteroide della fascia principale. Scoperto nel 2001, presenta un'orbita caratterizzata da un semiasse maggiore pari a 2,2562106 UA e da un'eccentricità di 0,1424171, inclinata di 5,86076° rispetto all'eclittica.